# Christian Anguiano
Christian Alejandro Anguiano Flores (5 de septiembre de 1995), es un luchador mexicano de lucha libre. Participó en Mundial de 2015 consiguiendo la 23.ª posición. Ganó una medalla de plata en los Juegos Centroamericanos y del Caribe de 2014. Obtuvo la medalla de bronce en Campeonato Panamericano de 2016.